# Monumento al emperador Guillermo

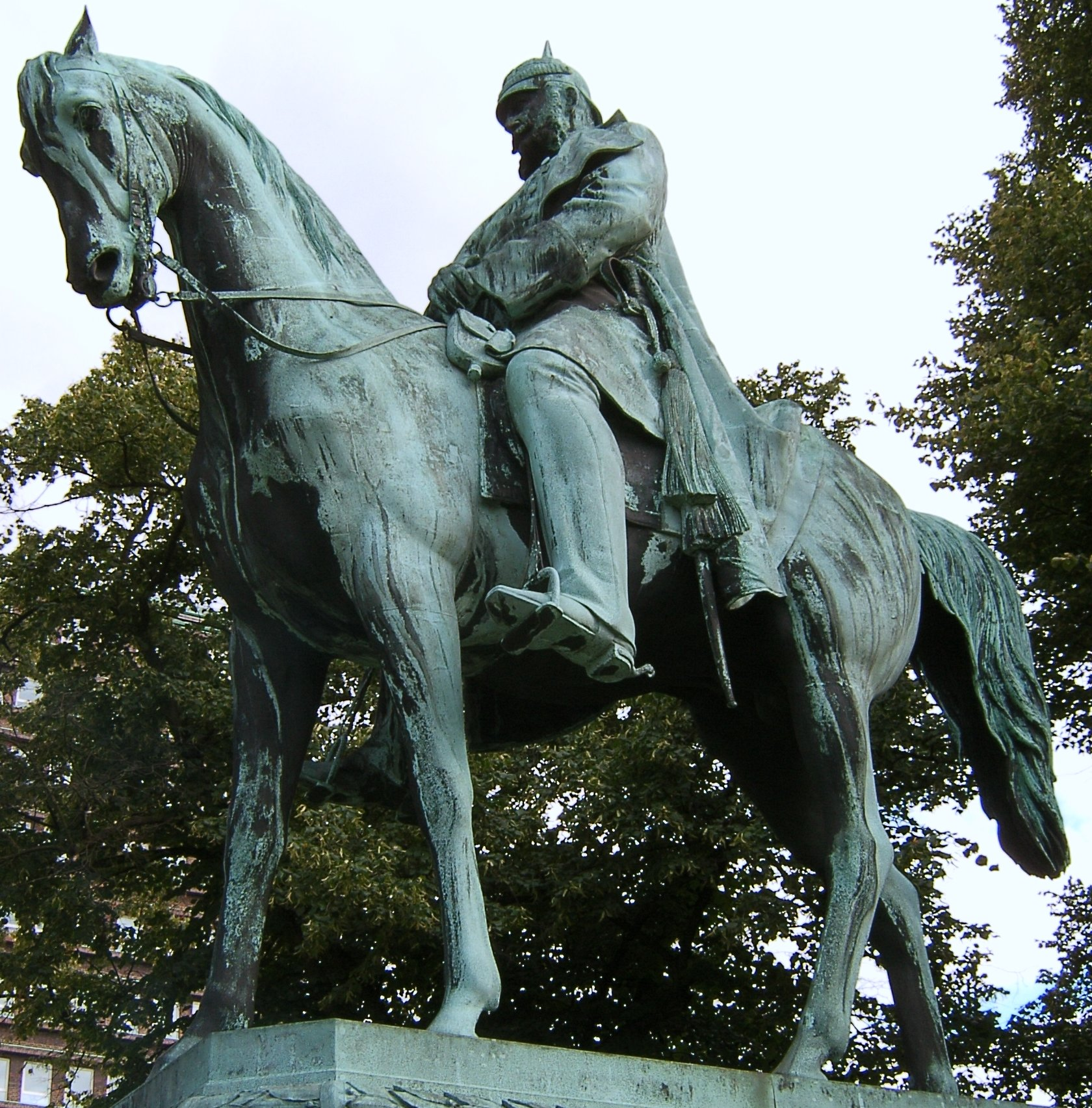
KWD Hamburgo

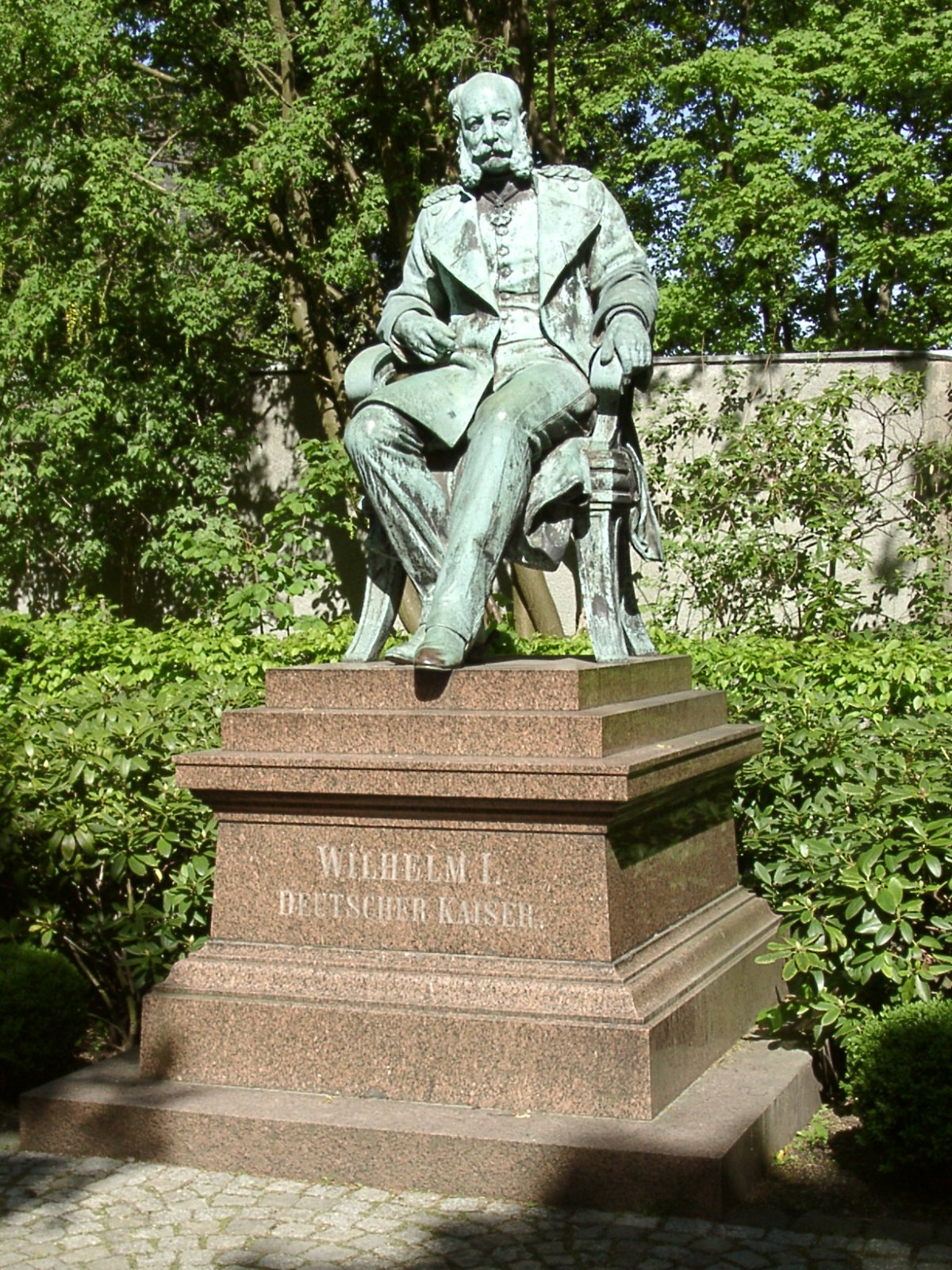
KWD Dortmund (Westfalenpark)

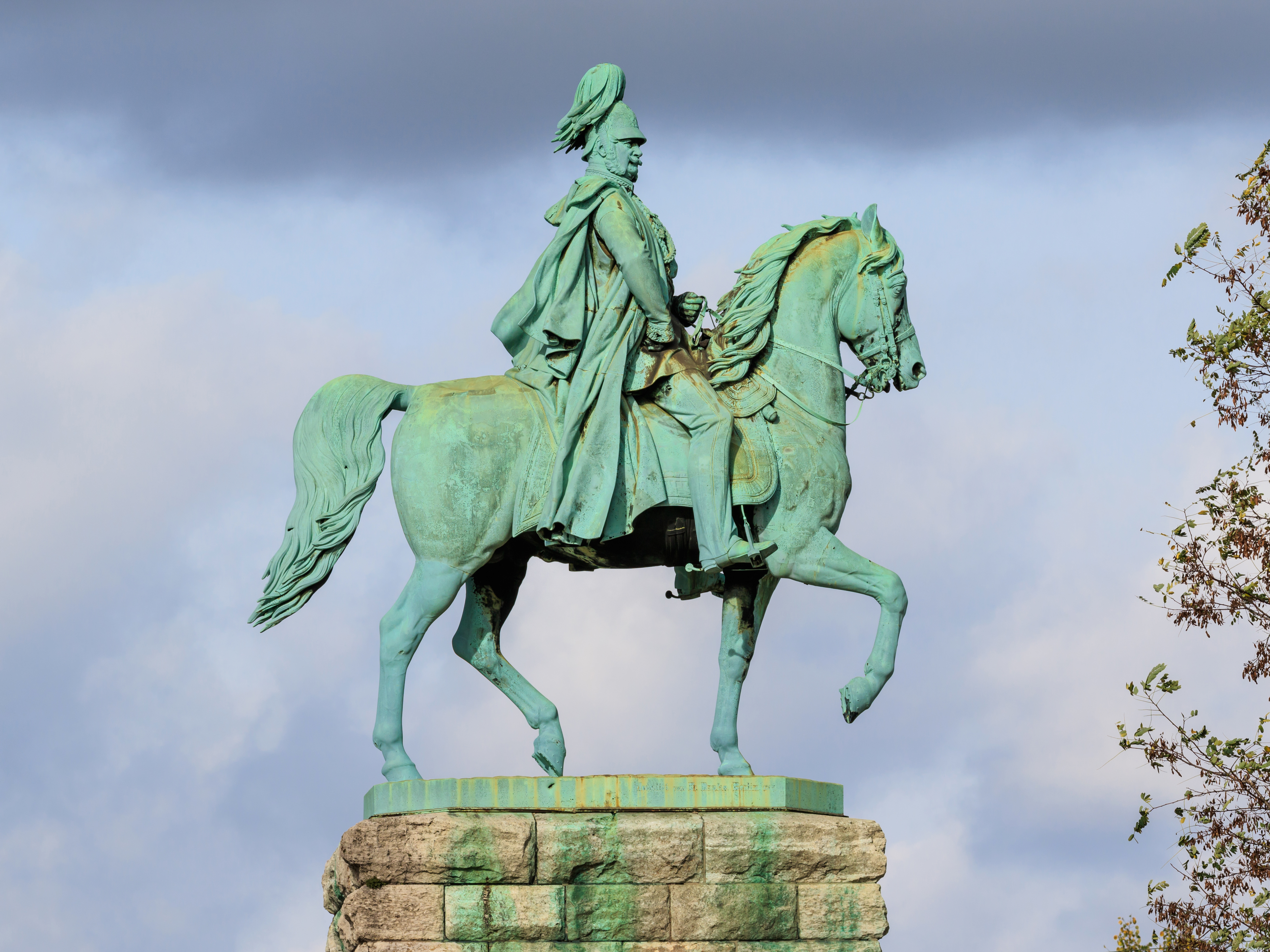
KWD Colonia (Puente Hohenzollern)

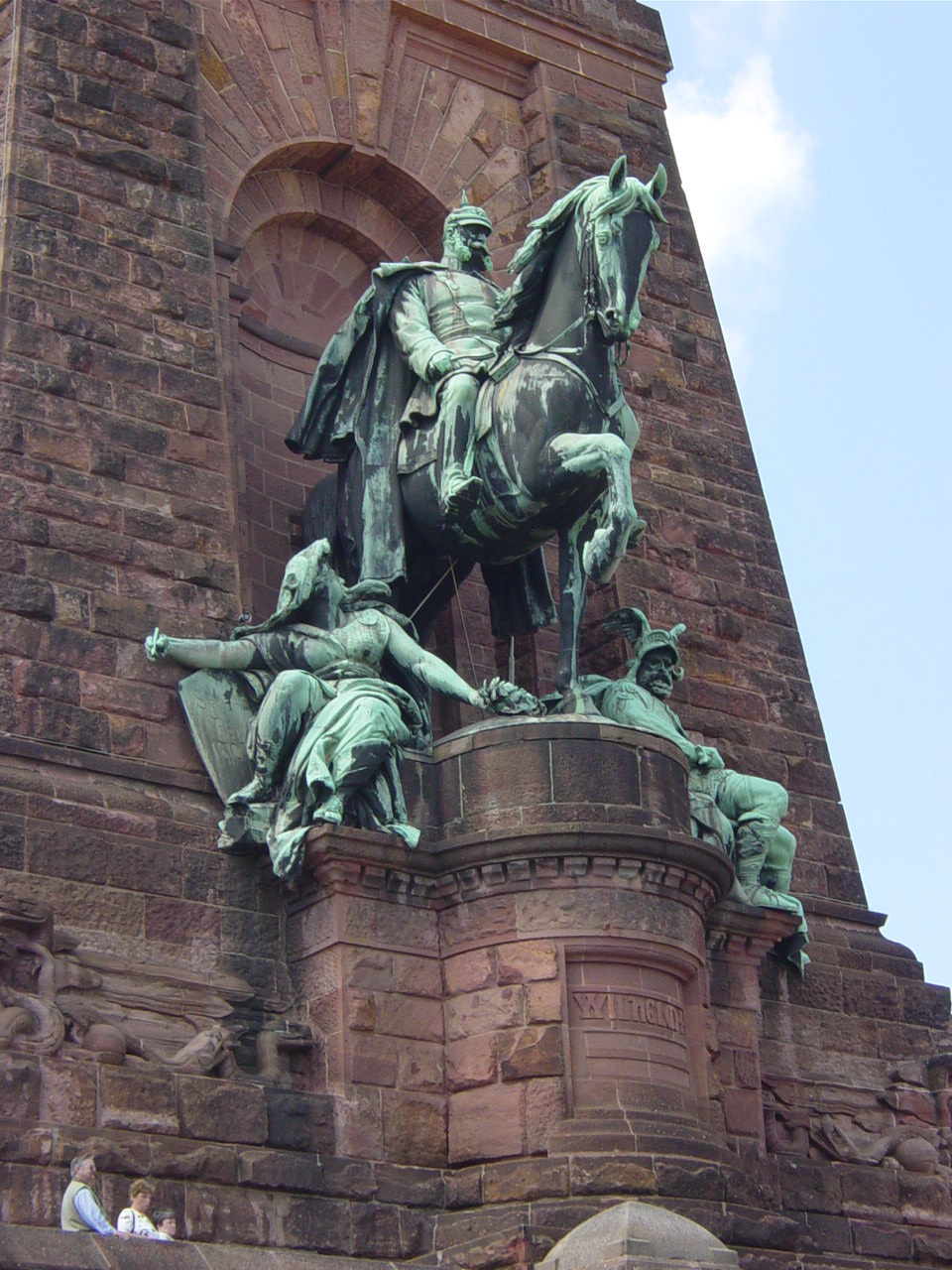
DKW Kyffhäuser

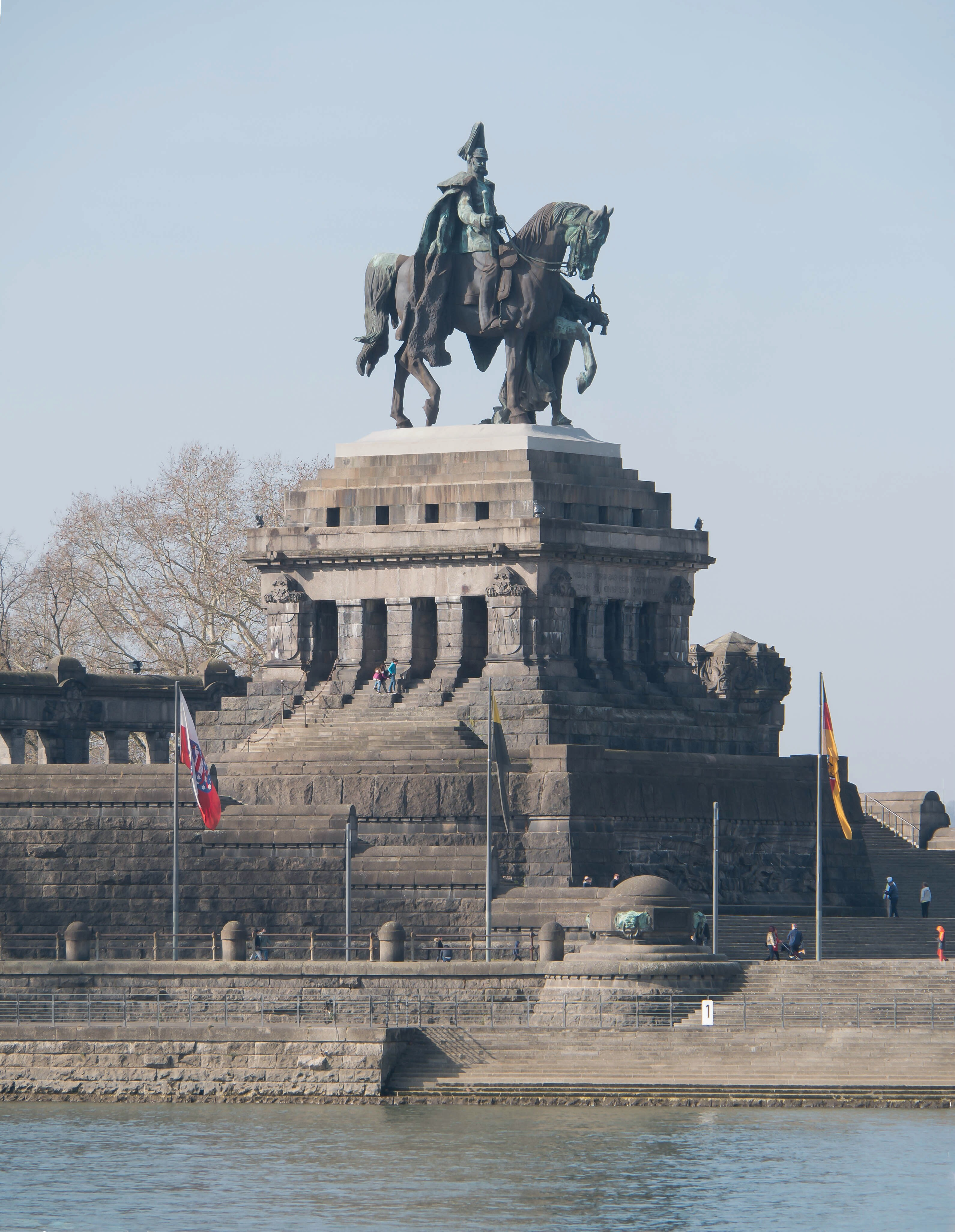
KWD Deutsches Eck (Coblenza)

Un Monumento al emperador Guillermo (en alemán: Kaiser-Wilhelm-Denkmal, KWD) es la denominación común que recibe en Alemania cualquier monumento erigido a finales del siglo XIX y, en menor medida, a principios del siglo XX en homenaje al emperador alemán, el Káiser Guillermo I. El término se refiere particularmente a estatuas y esculturas y no a edificios e inscripciones, aun cuando estos estén clasificados como monumentos de interés patrimonial.

## Historia
Aun antes de la muerte en 1888 de Guillermo I, se inauguraron estatuas y edificaciones en su honor, rompiendo con una costumbre prusiana de limitar los monumentos conmemorativos a obras póstumas. Ya en 1867, el escultor berlinés Friedrich Drake creó la primera figura —una estatua ecuestre— con una inscripción que hacía referencia a Guillermo I como rey de Prusia (en contraste a «emperador alemán», que constaría en estatuas posteriores). Fue tras su muerte, sin embargo, cuando, se erigieron en su memoria múltiples monumentos por toda la geografía del Imperio alemán.
Los monumentos al emperador Guillermo fueron diseñados, creados y ubicados tanto dentro de Prusia como en otros territorios del Sprachraum alemán, en su mayor parte por iniciativas privadas. Para ello se convocaron comités que revisaban las finanzas, licitaciones, proyección, elección de sitio e inauguración de los monumento, y que una vez terminados fueron disueltos.
Los más célebres monumentos al emperador Guillermo son el monumento Kyffhäuser, el monumento de Porta Westfalica y el monumento de Deutsches Eck en Coblenza, todos ellos obras del arquitecto berlinés Bruno Schmitz, inaugurados entre 1896 y comienzos de 1897.
El primer monumento que se erigió (la estatua ecuestre de Friedrich Drake) aún existe a día de hoy; se encuentra ubicado en el puente Hohenzollern, en Colonia.
Salvo una excepción, en todos los monumentos, el emperador está representado en uniforme militar (en pie, sentado o montado en caballo). La única figura del emperador en ropa civil se encuentra en un parque de Bad Ems. Fue inaugurada en 1893 y retrata al emperador desde el punto de vista de los residentes locales cuando este vino a visitar el spa de la localidad.
El último monumento considerado oficialmente un KWD es una estatua ecuestre en Lübeck. La concesión de la licencia se efectuó en 1914, pero debido a la escasez de bronce como materia principal por motivo de la Primera Guerra Mundial, se completó solo en 1919, siendo una de muy pocas en realizarse tras el comienzo de la contienda, habiendo sido todas ellas proyectadas con anterioridad.

## Situación actual
A día de hoy, el total de monumentos KWD registrados incluyen 63 estatuas ecuestres, 231 estatuas de pie, 5 estatuas sentadas y 126 bustos.
Adicionalmente, existen numerosos monumentos al emperador en otros formatos, incluidos grabados en relieve de su imagen o dedicatorias en forma de inscripciones talladas en distintos edificios, construcciones, calles y parques.

### Lista de monumentos
Algunos de los Monumentos al emperador Guillermo son:
- Monumento al emperador Guillermo de Porta Westfalica
- Monumento Kyffhäuser
- Monumento de Deutsches Eck en Coblenza
- Dos monumentos al emperador Guillermo en Hamburgo

### Lista de edificios
Entre los edificios monumentales dedicados al emperador se incluyen:
- La iglesia Memorial Kaiser Wilhelm (Kaiser-Wilhelm-Gedächtniskirche), construida en Berlín por Guillermo II en memoria de su abuelo.